# Benedetto Bandiera
Pour les articles homonymes, voir Bandiera.
 (juillet 2025).
Benedetto Bandiera, né entre 1557 et 1564 à Pérouse en Ombrie et mort en 1634, est un peintre italien du début de la période baroque actif à Pérouse à la fin du XVIe et au début du XVIIe siècle.

## Biographie
Benedetto Bandiera était un peintre italien de l'école romaine du début de la période baroque. Né à Pérouse, il a peint dans le style de Federico Barocci. Il a réalisé des fresques du couvent adjacent à l'église San Pietro à Pérouse. On trouve aussi ses peintures dans l'église et le musée Saint-François à Corciano.
Simone Ciburri a été un de ses élèves.

## Œuvres
- Fresques (Saint Benoît) du couvent adjacent à l'église San Pietro à Pérouse.
- Peintures dans l'église et le musée Saint-François à Corciano.
- Trois retables (église sainte Catherine, Pérouse).
- Les Quatre Evangélistes (fresque de la voûte de l'église saint-Pierre)
- Sainte Ursule (église saint Dominique).
- Couronnement de la Vierge (1611), (église san Angelo della Pace).
- Saint Bonaventure,(église saint François).
- Vierge à l'Enfant, Saint Jean-Baptiste, (palais Penna).

## Sources
- (en) Cet article est partiellement ou en totalité issu de l’article de Wikipédia en anglais intitulé « Benedetto Bandiera » (voir la liste des auteurs).